# Cyathea excelsa
Espèce
Cyathea excelsa est une espèce de fougère arborescente de la famille des Cyatheaceae, endémique des  Mascareignes, dans le sud-ouest de l'océan Indien. Son nom à La Réunion est « Fanjan femelle », par opposition au « Fanjan mâle » (Cyathea borbonica).
À La Réunion, cette espèce est protégée depuis 1995.